# Riccardo Gualino
Riccardo Gualino, né le 25 mars 1879 à Biella et mort le 6 juin 1964  à Florence, est un entrepreneur, un collectionneur d'art, un écrivain et un producteur de cinéma italien. Il est surtout connu pour avoir créé et développé la SNIA Viscosa et dirigé la société de production Lux Film.

## Biographie
Originaire d'une famille d'orfèvres implantée à Biella, Riccardo Gualino commence sa carrière dans le commerce du bois et commandite divers sites d'exploitation forestière en Roumanie. Avant 1914, il s'associe au financier suisse Werner Abegg pour former l'Unione Italiana Cementi (Union des ciments italiens, Unicem) basé à Casale Monferrato.
En 1917, il fonde à Turin la SNIA (Società di Navigazione Italo Americana), en prenant le contrôle d'une partie des importations italiennes de charbon en provenance des États-Unis. Devenue la SNIA Viscosa en 1920, rachetant peu à peu la plupart des fabricants de soie artificielle de la Péninsule, Gualino réinvestit une grande partie de son capital à travers des montages financiers de plus en plus complexes, des holdings, qui interviennent dans la FIAT (dont il fut un temps le vice-président) mais aussi à l'étranger, par exemple en France, via la banque Albert Oustric. La SNIA Viscosa fut la première entreprise italienne à dépasser le milliard de lires.
En 1923 il propose aux producteurs turinois de chocolat en difficulté de s'unir dans une société, reproduisant les choix qui l'ont conduit à instituer l'Unicem lors des années précédentes, et fonde l'Unione nazionale italiana cioccolato e affini (Unica) à laquelle adhèrent les fabricants Michele Talmone, Moriondo & Gariglio, Cioccolato Bonatti, Gallettine & Dora Biscuits et d'autres petits producteurs locaux. L'établissement de l'Unica est implanté à Turin le long du cours Francia et totalise 100 000 mètres carrés de superficie est parmi les plus vastes d'Italie et possède des caractéristiques d'avant-garde au profit des conditions ouvrières : des pavillons lumineux et aérés, un laboratoire de chimie expérimentale, un département spécifique pour la production d'emballages, un standard téléphonique et une grande cantine pour plus de 1 800 employés.
En 1925, il entame une activité de mécénat, en rachetant et rénovant le futur théâtre de Turin. En 1928, il se fait construire un hôtel particulier à Turin par l'architecte Gino Levi-Montalcini, le « palazzo Gualino ».
Quand la crise de 1929 éclate, Riccardo Gualino se retrouve très exposé face à la spéculation financière et se voit impliqué dans diverses affaires. Publiquement opposé au fascisme, il ne reçoit aucune aide de la part du gouvernement de Mussolini. Accusé de banqueroute frauduleuse (notamment en France via l'affaire Oustric), il est assigné à résidence surveillée sur Lipari en 1931, puis, l'année suivante, à Cava de' Tirreni. Il publie alors une partie de ses mémoires.
Il continue cependant d'exercer un contrôle indirect sur ses activités via son chargé d'affaires, Mario Palombi, implanté en France, qui dirige et développe la holding industrielle de chimie Rumianca et la société de production Lux Film. Après 1943, il tente de se remettre aux affaires et au mécénat.
Gualino ne participe pas alors lui-même directement à la Résistance anti-fasciste, mais il est considéré comme un antifasciste de premier plan pour l'important soutien économique qu'il a secrètement apporté à la cause, au point de recevoir les remerciements officiels de Ivanoe Bonomi, du président du Comité de libération nationale, à la fin du conflit, en 1945.
Riccardo Gualino est considéré par les producteurs Carlo Ponti et Dino De Laurentiis comme un maître.

## Collection Riccardo Gualino

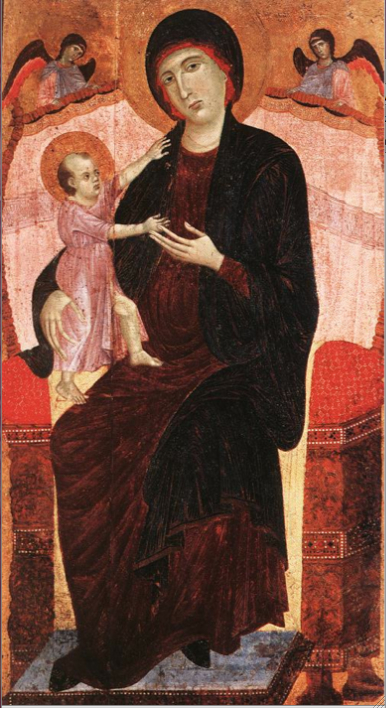
Duccio di Buoninsegna : Vierge Gualino, l'un des chefs-d'œuvre exposés Galerie de Savoie.

Riccardo Gualino commence sa collection d'objets d'art en 1912, encouragé par son épouse Cesarina Gurgo Salice (Casale Monferrato, 1890 - Rome, 1992).
Elle comprend des meubles, des objets provenant de fouilles archéologiques, des tapisseries, de l'orfèvrerie, des sculptures, des céramiques, des peintures.
Elle a été rassemblée une première fois dans son château néo-gothique situé à Cereseto Monferrato, construit en 1910 sur les plans de Vittorio Tornielli.
En 1918, elle est transférée dans sa maison située à Turin, via Bernardino Galliari 28 — cette prestigieuse demeure fut vendue par Galliano au banquier turinois Oscar de Fernex (1874-1944) et totalement détruite dans les bombardements à la fin de la Seconde Guerre mondiale.
En 1930, une partie des objets, les antiques et les primitifs, est exposée à la Galerie de Savoie. 
Après 1945, le couple Gualino s'installe à Rome et, en véritable mécène, achète de nombreuses œuvres d'artistes de la nouvelle école italienne de peinture et de sculpture tels Amerigo Bartoli, Gino Bonichi, Massimo Campigli, Renato Guttuso, Mario Mafai, Giacomo Manzù, Fausto Pirandello, Filippo De Pisis, Armando Spadini. 
Depuis 1959, l'intégralité de la collection est exposée à la Galerie de Savoie, dans un bâtiment spécifique : le couple Gualino en a fait don à cet établissement public.

## Publications
- Domus animae : Poesie, Bologne, Bologna, Nicola Zanichelli, 1904.
- Uragani : Romanzo, Palerme, R. Sandron, 1933.
- Pioniere d'Africa, Milan, Fratelli Treves, 1938.
- Solitudine, Rome, G. Darsena, 1945.
- Testimonianze per un teatro, Turin, s.e., 1987 (posthume).